# Classical Gas
"Classical Gas" là một đoạn nhạc trình diễn của Mason Williams. Tựa đề bài hát ban đầu là "Classical Gasoline" nhưng đã được người chép nhạc đổi thành "Classical Gas". Trong bản thu gốc, Williams chơi guitar và được một dàn nhạc đệm phía sau. Nó được phát hành trong tháng 2 năm 1968 trong album The Mason Williams Phonograph Record. Vào tháng 8 năm 1968 bản nhạc đạt được vị trí thứ hai trong bảng xếp hạng Hoa Kỳ và bán được hơn một triệu bản (bài nhạc cũng đạt đến vị trí cao nhất trong cuộc điều tra của Billboard Easy Listening). Williams đã thu âm lại giai điệu với chỉ một nhạc cụ duy nhất là guitar trong album năm 1970 của ông Hand Made. Ông cũng thu một phiên bản khác với Mannheim Steamroller vào năm 1987.
Nhà soạn nhạc, Mason Williams, là người viết nhạc chính cho Smothers Brothers Comedy Hour vào thời điểm phát hành bài hát. Bài hát được biểu diễn trên truyền hình lần đầu tiên qua buổi diễn và Williams đã trình diễn vài lần với nhiều phiên bản khác nhau. Sau khi bài hát vươn lên tốp 10, Williams đã nhờ một nhà làm phim thử nghiệm có tên Dan McLaughlin dựng một đoạn phim video về những tác phẩm nghệ thuật cổ điển được thu thập vào thời điểm của bài nhạc, sử dụng hiệu ứng hình ảnh mà ngày nay gọi là kinestasis. Tác phẩm tiên phong, "3000 năm nghệ thuật", xuất hiện lần đầu vào mùa hè năm 1968 và có lẽ đã đưa bài hát lên vị trí cao hơn trong bảng xếp hạng.

## Giải thưởng
- Vào năm 1969 đoạn nhạc này giành được ba giải Grammy: Bản hòa âm xuất sắc nhất, Trình diễn pop đương đại xuất sắc nhất, nhạc cụ, và Sắp đặt nhạc cụ xuất sắc nhất.
- Vào năm 1998 Broadcast Music Incorporated (BMI) đã dành cho giải Tuyên dương về Thành tựu đặc biệt. Bản nhạc đã được trình diễn trên năm triệu lần và trở thành bản hòa âm nhạc cụ được chơi trên sóng radio nhiều nhất mọi thời đại của BMI.